# New Horizon (The Answer)
New Horizon è il quarto album in studio del gruppo musicale rock nordirlandese The Answer, pubblicato nel 2013.

## Tracce
1. New Horizon – 3:48
2. Leave with Nothin' – 3:51
3. Spectacular – 3:52 (Heatley, Mahon, Neeson, Waters, Toby Jepson)
4. Speak Now – 3:38 (Heatley, Mahon, Neeson, Waters, Jepson)
5. Somebody Else – 3:46 (Heatley, Mahon, Neeson, Waters, Jepson)
6. Concrete – 3:45 (Heatley, Mahon, Neeson, Waters, Jepson)
7. Call Yourself a Friend – 4:55
8. Baby Kill Me – 3:03 (Heatley, Mahon, Neeson, Waters, Cosmo Jarvis)
9. Burn You Down – 3:30 (Heatley, Mahon, Neeson, Waters, Jepson)
10. Scream a Louder Love – 3:36

## Formazione
- Cormac Neeson - voce
- Paul Mahon - chitarre
- Micky Waters - basso
- James Heatley - batteria